# Plebeia molesta
Plebeia molesta är en biart som först beskrevs av Puls 1869.  Plebeia molesta ingår i släktet Plebeia och familjen långtungebin. Inga underarter finns listade.

## Utseende
Ett mycket litet bi med en kroppslängd på ungefär 4 mm. Ögonen är röda, huvudet har gula markeringar och gul behåring framtill, vingarna är ofärgade, mellankroppen är glänsande svart med krämfärgade markeringar baktill och vid benfästena, samt bakkroppen mörk.

## Ekologi
Släktet Plebeia tillhör de gaddlösa bina, ett tribus (Meliponini) av sociala bin som saknar fungerande gadd. De har dock kraftiga käkar, och kan bitas ordentligt.
Arten flyger till blommande växter från familjer likt strävbladiga växter som heliotroper, ärtväxter som mesquitesläktet (Prosopis), tamariskväxter som tamarisker, törelväxter som jatrofasläktet samt vallmoväxter som taggvallmor. 

## Utbredning
Plebeia molesta är en sydamerikansk art som finns i norra Argentina: Utbredningsområdet omfattar provinserna La Rioja, Salta, San Luis, Santiago del Estero och Tucumán.